# 松田千秋
松田千秋（まつだ ちあき，1896年9月29日—1995年11月6日），大日本帝國海軍軍官，海軍兵學校第44期畢業生，最終階級為海軍少將。曾經擔任日向號戰艦、大和號戰艦艦長、第四航空戰隊司令等職務。戰後成為企業家，並擁有超過一百項專利。